# 高瑄
高瑄（Carl Axel Rydberg，1997年6月12日—），生於香港，瑞港混血兒，香港足球運動員，司職中堅，爸爸是瑞典人而媽媽則瑞典香港混血兒，現時效力瑞典第四級別聯賽球隊Karlbergs BK的青年軍。

## 球會生涯
高瑄生於香港，爸爸是瑞典人而媽媽則瑞典香港混血兒，雖然高瑄在香港土生土長但不懂得講廣東話， 高瑄曾效力港會青年軍，近年雖然因為學業而需要長時間離開香港，不過一有機會便為香港效力，高瑄現時效力瑞典國內球會卡爾堡斯（於瑞典第四級別角逐）的青年軍，定期還有機會跟隨一隊練波。

## 國際賽生涯
高瑄曾為香港U16和香港U19南征北討，其中於2016年代表香港U19出戰亞洲足協U19錦標賽預選賽，2016年7月，香港U21為備戰新加坡四角賽徵召高瑄從瑞典歸隊，更入選20人決選名單向外界証明自己實力，但最終三戰全敗。